# Afrikaner (Stamm)

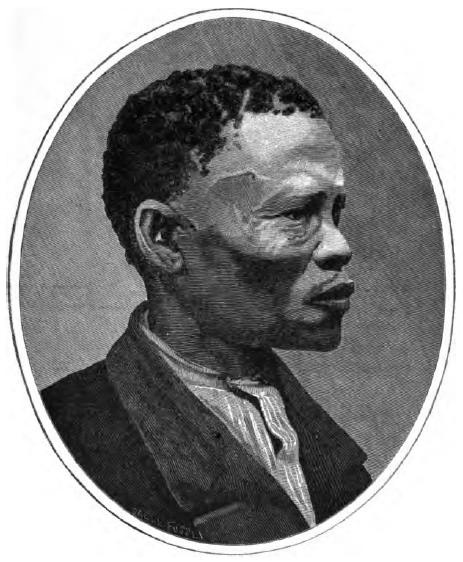
Jan Jonker Afrikaner

Afrikaner, eigentlich ǃGû-ǃgôun oder Nauba-xu gye ǀki-khoen, ist der Name eines Clans des am Kap der Guten Hoffnung im heutigen Südafrika entstandenen Volkes der Orlam-Nama. Der Name ist abgeleitet aus dem Namen ihres Kapteins Jager Afrikaner (ǀHôaǀarab; 1760–1823).

## Geschichte
Die Afrikaner entstammen – wie alle übrigen Orlam-Stämme auch – der Verbindung der am Kap seit 1652 ansässigen Niederländer mit den in ihren Diensten stehenden Nama-Frauen. Auf Grund ihrer räumlichen Nähe zu den Europäern waren die Afrikaner mit der Lebensweise der Kolonisatoren bestens vertraut, hatten dort vielfach Lesen und Schreiben und – da häufig auch als Farm-Wächter angestellt – den Umgang mit Schusswaffen gelernt. Ihren Stammessitz hatten die Afrikaner bei Roode Sand am Winterhoek (Südafrika) – in etwa der Gegend der heutigen Stadt Tulbagh. Ihren Lebensunterhalt bestritten sie vor allem durch die von den Niederländern unterstützte Jagd auf die dort ebenfalls lebenden San, da diese den Siedlern durch häufige Viehdiebstähle zu schaffen machten. Die Afrikaner waren damit anerkannter Teil der kapholländischen Polizei und nahmen diese Aufgabe auch nach der Machtübernahme durch die Briten im Jahre 1795 wahr.

### Zug nach Norden
Der Stamm musste 1796 wegen der Ermordung des Kapholländers Pieter Pienaar und seiner Familie vor der Verfolgung durch die Kappolizei nach Norden, ins heutige Namibia, fliehen und ließ sich zunächst auf einer Insel im Oranje, später im Namaland in Khauxanas und dann bei dem Ort Warmbad nieder. Sie lebten dort vor allem von Raubzügen und waren der Schrecken der dort siedelnden Nama-Stämme, Farmer und Forschungsreisenden. Zahlreiche Versuche der Kapregierung, den Stamm zu befrieden, scheiterten an dessen Beweglichkeit und besserer Ortskenntnis. Bei einem Überfall auf die Missionsstation Warmbad im Jahre 1811 bekam Jager Afrikaner ersten Kontakt mit der christlichen Lehre. Er ließ sich daraufhin bekehren, wurde 1815 getauft, schwor seinem bisherigen Räuberleben ab und stellte sich 1817 als reuiger Sünder sogar der Kapstädter Polizei. Jager wurde begnadigt, kehrte nach Warmbad zurück und führte bis zu seinem Tode im Jahre 1823 ein „gottgefälliges Leben“.

### Auseinandersetzungen mit den Herero
Nach dem Tode Jager Afrikaners teilte sich der Stamm: der friedlichere Teil blieb in Warmbad, die übrigen übernahm der jüngste Sohn des Jager Afrikaner, Jonker Afrikaner (ǀHara-mûb oder ǀHôa-ǀaramab), und führte diese durch zahllose Raubzüge und Kriege gegen nahezu alle in Südwest-Afrika ansässigen Stämme, vor allem aber auch gegen die mächtigen Herero, zu einer für damalige Zeiten nicht bekannten Machtfülle. Neuer Stammessitz wurde 1840 Windhoek, die heutige Hauptstadt Namibias, mit nahezu 30.000 Einwohnern. Der Überfall auf die Herero im Jahre 1850, das sogenannte Blutbad von Okahandja, markierte den Höhepunkt der Macht der Afrikaner, die durch den Friedensschluss von Hoachanas am 9. Januar 1858 auch von den übrigen Stämmen Südwest-Afrikas offiziell anerkannt wurde. Nach einem weiteren Beutezug Jonker Afrikaners ins Ovamboland kehrte dieser schwer erkrankt zurück und starb kurze Zeit später am 18. August 1861 in Okahandja.
Dieses Ereignis stellt den Wendepunkt in der Geschichte des Stammes dar. Der nachfolgende Kaptein Christian Afrikaner (ǀHaragab) scheiterte an der freundschaftlichen Beziehung seines Bruders Jan Jonker Afrikaner (ǀHaramumab) zu Maharero, dem Oberhäuptling der Herero (Christian Afrikaner fiel in einem von Maharero provozierten Überfall am 15. Juni 1863); der ihm in der Kapteinsschaft folgende Jan Jonker Afrikaner scheiterte an den wieder erstarkten Herero unter ihrem Häuptling Maharero. Jan Jonker wurde von Maharero nach dem „Diktatfrieden von Okahandja“ am 23. September 1870 zum Ko-Häuptling der Herero degradiert und gänzlich entmachtet.

### Deutsche Kolonialzeit
Der deutsche Kaufmann Adolf Lüderitz nutzte im Jahre 1885 die Schwäche Jan Jonkers aus und kaufte ihm das Hinterland der im britischen Besitz befindlichen Walvis Bay ab. Die Gültigkeit des Vertrages ist umstritten, da die geschwächten Afrikaner, die nur noch über 14 Bewaffnete verfügten, dieses Gebiet gar nicht mehr kontrollierten.
Ein nochmaliges Aufbäumen im Jahre 1889 gegen die inzwischen übermächtig gewordenen Herero scheiterte und zwang die Afrikaner zu einem Räuberdasein am Gamsberg. Dort gerieten sie mit den aufstrebenden Witbooi (ǀKhowesin) unter Hendrik Witbooi (ǃNanseb ǀGabemab) aneinander und wurden auf der Flucht vor diesen mit nur noch 30 Personen bei Tsaobis am Swakop gestellt. Jan Jonker war zwar zur Aufgabe bereit, wurde aber vor Beginn der Kapitulationsverhandlung am 10. August 1889 von seinem Sohn Phanuel erschossen.
Der Rest des Afrikaner-Stammes lebte danach im äußersten Südosten des heutigen Namibia direkt am Oranje-Fluss. Als im Jahr 1897 in Südafrika die Rinderpest wütete, wurde von der deutschen Kolonialverwaltung die Anordnung erlassen, einen Streifen von 20 Kilometer Breite längs der Grenze viehfrei zu halten, um ein Übergreifen der Seuche auf die 1884 gegründete Kolonie Deutsch-Südwestafrika zu verhindern. Die Afrikaner nahmen die Beschlagnahme und Tötung von Vieh durch deutsche Patrouillen als Kriegserklärung. Ein Gefecht am 5. Juli 1897 gilt als Beginn des Aufstandes, an dem sich auf Seiten der Afrikaner auch Angehörige der Bondelswart (ǃGami-ǂnun) und Veldschoendrager (ǁHawoben) beteiligten. In einem letzten Gefecht am 2. August 1897 flüchtete ein Teil des Stammes unter Zurücklassung von 37 Toten, darunter 11 Frauen, über die Grenze. Auf Ersuchen der deutschen Kolonialverwaltung wurden sie von den Briten interniert und an die Deutschen ausgeliefert. Der Anführer Kividoe, seine drei Söhne und alle männlichen Stammesangehörigen wurden vor ein deutsches Militärgericht gestellt und anschließend exekutiert. Dies gilt als Ende des Stammes.

## Anmerkung
1. ↑  Anmerkung: Dieser Artikel enthält Schriftzeichen aus dem Alphabet der im südlichen Afrika gesprochenen Khoisansprachen. Die Darstellung enthält Zeichen der Klicklautbuchstaben ǀ, ǁ, ǂ und ǃ. Nähere Informationen zur Aussprache langer oder nasaler Vokale oder bestimmter Klicklaute finden sich z. B. unter Khoekhoegowab.